# Капаров, Мирза Кулматович
Мирза Кулматович Капаров (17 июня 1938, с. Кашка-Терек, Узгенский район, Ошская область, Киргизская ССР, СССР — 29 августа 2009, Бишкек, Кыргызстан) — советскийсоветский и киргизский партийный и государственный деятель. Первый секретарь Ошского обкома КП Киргизии (1991).

## Биография
Мирза Капаров родился 17 июня 1938 года в селе Кашка-Терек Узгенского района. Член КПСС в 1964—1991 гг.

### Образование
В 1960 году окончил Ошский государственный педагогический институт, в 1962 заочно — Центральную комсомольскую школу при ЦК ВЛКСМ.

### Трудовая деятельность
В 1960—1962 гг. — преподаватель средней школы им. Токтогула в Кара-Суйском районе.
В 1962—1964 гг. — инструктор, заместитель заведующего отделом Ошского обкома ЛКСМК.
В 1964—1966 гг. — освобождённый секретарь комитета ЛКСМ Токтогульской ГЭС.
В 1966—1967 гг. — первый секретарь Ошского обкома ЛКСМК.
В 1967—1968 гг. — ответорганизатор ЦК ВЛКСМ.
В 1968—1972 гг. — первый секретарь ЦК ЛКСМ Киргизской ССР.
В 1972—1987 гг. — председатель Кара-Суйского райисполкома, председатель обкома профсоюза работников народного образования Ошской обл.
В 1987—1990 гг. — начальник управления образования Ошской области.
В 1990—1991 гг. — секретарь Ошского обкома КП Киргизской ССР.
С апреля по август 1991 гг. — первый секретарь Ошского обкома КПК.
В 1992—1994 гг. — представитель Республики Кыргызстан в Узбекистане, первый заместитель министра иностранных дел.
В 1994-96 гг. — министр туризма и спорта Киргизии. Одновременно, с августа 1996 — заместитель председателя Межведомственного координационного совета по туризму.
В 1996—1998 гг. — директор Государственного агентства по туризму и спорту при Правительстве Киргизии.
В 2000—2005 гг. — руководитель группы постоянных представителей правительства в Законодательном собрании Жогорку Кенеша — советник премьер-министра Киргизии.
С 2005 г. — постоянный представитель Правительства в Жогорку Кенеше-советник премьер-министра Киргизии, затем в ранге заместителя Руководителя Аппарата Правительства Киргизии Республики.
Депутат Верховного Совета СССР 8 созыва. Избирался народным депутатам КиргССР/Кыргызской Республики.

## Награды и звания
Награждён орденом Трудового Красного Знамени, Почетной Грамотой Верховного Совета КиргССР.
Награждён Юбилейной медалью «Манас-1000» (1995).
Имеет ранг Чрезвычайного и Полномочного Посла.